# Bektaş Yurttaş
Bektaş Yurttaş (* 18. November 1947; † 16. Juli 2018 in der Provinz Hatay) war ein türkischer Fußballspieler.

## Karriere
Bektaş Yurttaş begann seine Fußballkarriere bei Izmir Denizgücü, wo er von 1967 bis 1968 spielte. Nach zwei Jahren bei Hatayspor in Antakya wechselte er von 1971 bis 1975 zu Adana Demirspor. Anschließend spielte er bis 1978 wieder bei Hatayspor.